# Ramundeboda församling
Ramundeboda församling (uttalas [ramúndeboda]) är en församling i Södra Närkes kontrakt, Strängnäs stift. Församlingen ligger i Laxå kommun och ingår i Bodarne pastorat. 

## Administrativ historik
Församlingen bildades 20 augusti 1587 genom en utbrytning ur Viby församling (och ur Hova församling) under namnet Tivedsbodarne församling som omkring 1600 namnändrades till Bodarne församling som 21 oktober 1910 namnändrades till nuvarande namn. Omkring 1630 utbröts Finnerödja församling.
Församlingen utgjorde till 1969 ett eget pastorat för att från 1969 till 2014 vara moderförsamling i pastoratet Ramundeboda och Skagershult. Från 2014 ingår församlingen i Bodarne pastorat.

## Kyrkor
- Ramundeboda kyrka